# Lycée français international de Bangkok
Le lycée français international de Bangkok est un établissement scolaire français à l'étranger situé à Bangkok (Wang Thonglang)qui fait partie de l'Agence pour l'enseignement français à l'étranger et qui dispense des enseignements de la maternelle à la terminale. C'est une institution à but non lucratif.

## Historique
En 1954, Michèle Lukasiewicz, une femme franco-vietnamienne, arrive en Thaïlande pour donner des cours privés aux deux enfants du chargé d'affaires français. En 1955, elle crée la première école française à Bangkok, sur Sathorn, dans une maison à pilotis traditionnelle et sa classe compte 5 élèves. C'est l'origine du lycée français international de Bangkok. Au début des années 1970, le nombre d'élèves augmente de façon conséquente avec l'arrivée de Rhône-Poulenc en Thaïlande et des familles des employés ; plusieurs nouvelles classes ouvrent. En 2000, le lycée français  international de Bangkok est constitué de 16 classes de primaire et 11 classes de secondaire ; 16 instituteurs et 28 professeurs en collège et lycée ; et d'environ 500 élèves. En 2003, le lycée français déménage du site de Sathorn vers Lad Phrao dans le ket de Wang Thonglang. En 2022, il y a environ 1 000 élèves au lycée français international de Bangkok.

## Activités
En 2022, les équipes de Restaurateurs sans Frontières ont créé en collaboration avec les étudiants de l'Académie des arts de Poh Chang une œuvre originale composée de plusieurs tableaux exposés sur les murs d’enceinte de l’ambassade de France à Bangkok. Les informations explicatives correspondantes ont été réalisées par les élèves du lycée français international de Bangkok,